# Criophthona baliocrossa
Criophthona baliocrossa is een vlinder uit de familie van de grasmotten (Crambidae), uit de onderfamilie van de Spilomelinae. De wetenschappelijke naam van deze soort is voor het eerst voorgesteld als Conoprora baliocrossa door Alfred Jefferis Turner in een publicatie uit 1913.
De soort komt voor in Australië (Queensland).